# Czarny Potok (dopływ Kwisy)
Czarny Potok (niem. Schwarzbach) – potok w Górach Izerskich. Lewy dopływ Kwisy.
Źródło potoku na wschodnim stoku Smreka (1123 m n.p.m.), na wysokości ok. 1055 m n.p.m. Płynie w kierunku północnym tworząc głęboko wciętą dolinę na zboczach Stogu Izerskiego (1107 m n.p.m.), Opaleńca (825 m n.p.m.), Czerniawskiej Kopy (776 m n.p.m.) i Czerniawki (573 m n.p.m.), którą poprowadzono  szlak Doliny Czarnego Potoku. Powyżej Czerniawy-Zdroju na Czarnym Potoku znajduje się kilka niewielkich wodospadów i zapora przeciwrumowiskowa – zatrzymująca pędzące korytem rzeki głazy. W Czerniawie-Zdroju, tuż przy najdalej na południe wysuniętych zabudowaniach, przyjmuje z lewej strony swój największy dopływ – potok Graniczna. W centrum miejscowości, przy budynku poczty na prawym brzegu potoku znajduje się niewielka grota. Wzdłuż potoku prowadzą ulice Izerska i Górzysta oraz – główna ul. Sanatoryjna (DW361).
Na niektórych mapach górna część Czarnego Potoku nosi nazwę "Czerniawski Potok".
Poniżej Czerniawy wypływa z gór na Pogórze Izerskie. Płynie ku północnemu wschodowi (NNW) przez Kotlinę Mirską. Mija Mirsk i uchodzi do Kwisy pomiędzy wsiami Brzeziniec i Karłowiec.
Na obszarze Kotliny Mirskiej przyjmuje dwa lewe dopływy - Złotniczkę i Łużycę.